# 밤 (1970년 영화)
밤은 1970년 공개된 대한민국의 영화이다.

## 배역
- 신성일
- 김지미
- 박암